# تيسير السعدي
تيسير السعدي (1917- 11 تشرين الأول 2014) ممثل مسرحي سوري من مواليد دمشق.
أطلق عليه لقب شيخ كار الممثلين الإذاعيين.
كان له حضور متميز في تاريخ الفن السوري لما يزيد عن نصف قرن، وأحد أبرز من أسسوا وأطلقوا الدراما الإذاعية في خمسينيات وستينيات القرن الماضي.
حين شكل مع الكاتب حكمت محسن ثنائياً فنياً، وقدما روائع الدراما الإذاعية الشعبية.. كما ذاع صيته وزادت شهرته مع زوجته الفنانة الراحلة صبا المحمودي من خلال البرنامج التمثيلي الشهير «صابر وصبرية» الذي بث في نهاية الستينيات وطيلة السبعينيات والثمانينيات، والذي كتبه وليد مارديني وقد قدما منه مئات الحلقات في إذاعتي دمشق ولندن وسواهما.

## سيرته المهنية
بدأ عشقه للفن منذ أن كان طالباً في معهد اللاييك في 1935 حيث شهد أول وقوف له على المسرح.. ثم قام بعدة أدوار تمثيلية عام 1936 في أندية دمشق الفنية وبعد حصوله على دبلوم معهد التمثيل في القاهرة عام 1947 بدأت المرحلة الأهم في حياته الفنية.. حيث أخذ يخرج ويمثل في إذاعة دمشق حتى بلغ رصيده من التمثيليات الإذاعية ما يزيد على الخمسة آلاف تمثيلية.. نصفها من تأليف القصاص الشعبي حكمت محسن ووليد مارديني.. فضلاً عن مشاركاته في أعمال مسرحية وسينمائية عدة فكانت له تجربة مع الفنانة فاتن حمامة في فيلم الهانم ومشاركة في فيلم (الرجل) المأخوذ عن نص للكاتب سعيد حورانية، أما في التلفزيون فقد عمل مع نجوم الشاشة السورية دريد ونهاد في «صح النوم» و«الدنيا مضحك مبكي» كما شارك في دراما البيئة الشامية من خلال مسلسل أيام شامية. وعلى مدى 94 عاماً من حياته قضى جلها في التمثيل والإخراج للإذاعة والتلفزيون والمسرح بقي السعدي مخلصاً لتقاليد المهنة والالتزام بالعمل ويروي في حوارات صحفية كيف كان الفنانون يهابونه ويحسبون له ألف حساب عندما يوجد في «الكونترول» لتقديم عمل إذاعي لأنه لم يكن يتهاون في أي إهمال فالعمل عنده مقدس وفوق كل الاعتبارات ويذكر أنه طرد عدداً من الفنانين لإهمالهم أدوارهم بل وعمل بدلاً منهم مستفيداً من ملكته العالية في تقليد الأصوات.. وهناك حادثة توردها الكاتبة ميسون علي في كتابها «ممثل بسبعة أصوات»، وهي بعد أن حجز السعدي الاستديو في الإذاعة لتسجيل تمثيلية من إخراجه وتمثيل وليد مارديني في السادسة مساءً، لم يحضر من الممثلين سوى نجاح حفيظ، فغضب السعدي وقام بأداء أدوار أربعة ممثلين وحده.. إضافة إلى أصوات كركوز وعيواظ والجاهل المتفاصح ليكون ممثلاً بسبعة أصوات.

### في المسرح
ولم يقتصر عمله على الإذاعة فللسعدي تجربة مهمة ومميزة في المسرح، حيث عرف بأنه عاصر تطورات هذا الفن في سورية ابتداءً من خيال الظل (كراكوز وعيواظ)، وحتى آخر أشكال المسرح الحديث، إضافة إلى فن الحكواتي ثم فن السينما الصامتة كأفلام شارلي شابلن، وكان السعدي قد مثّل في مدرسة (اللاييك) أمام الفرنسي جان هيرفييه من فرقة الكوميدي الفرانسيز الزائرة عام 1930 في مسرحية «أوديب ملكاً» بدور (ابن اوديب) عندما كان في الثالثة عشرة.
وبعد دراسته للمسرح في القاهرة عاد إلى سورية وتعرف على الفنان عبد السلام أبو الشامات وقد شكلا حينها ثنائياً رائعاً ومن ثم انضم إليهما أنور المرابط وعندها قرروا أن يشكلوا فرقة مع أنور البابا باسم (الفرقة السورية للتمثيل والموسيقا في الإذاعة) وهي أول فرقة مسرحية سورية تحمل مواصفات المسرح الحديث، وهكذا بدأت حقبة جديدة في معنى الفرجة المسرحية في سورية على مدار أكثر من نصف قرن من الزمن بفضل جهود هؤلاء العباقرة.. وعن تلك المرحلة قال السعدي: (اتجاهي نحو الفن بدأ بإعجابي بعروض خيال الظل والدمى المتحركة التي كانت تقوم على حوارات كوميدية بسيطة والتي مهدت لنا لنؤسس أعمالا كوميدية بسيطة مستوحاة من هذه العروض يعشقها الكبير والصغير، وبعدها تعلقنا بالسينما الصامتة وتجربة شارلي شابلن التي تقدم الكوميديا من دون أي تكلف أو ادعاء وبالفعل هكذا كنا ننظر للكوميديا هذا الفن الصعب الذي قدمناه خلال مسيرتنا الفنية والذي كان له تأثير كبير بالناس سواء كانوا مثقفين أو غير مثقفين، صغاراً وكباراً، رجالاً ونساء).
أما عن مشاركاته في التلفزيون فكانت قليلة وذلك بسبب كبر سنه كما قال: «عندما تأسس التلفزيون كنت قد كبرت.. لذا لم أخض هذه التجربة في بداياتها إلا أنني وبعد التقاعد كنت بحاجة إلى العمل في التلفزيون فمثلت في الكثير من الأعمال وكنت وجهاً جديداً وقد تجاوزت الستين من العمر حيث مثلت مع نهاد قلعي في (صح النوم) كما عملت معه في مسرحية غربة ثم شاركت في الكثير من المسلسلات مثل (الدنيا مضحك مبكي، وزواج على الطريقة المحلية، وتجارب عائلية، وآخر أعمالي كان (أيام شامية) عام 1992.

### على الشاشة
من أعماله
- الزواج على الطريقة المحلية - فيلم عام 1978، بدور أبو زهير
- تجارب عائلية - مسلسل عام 1981، بدور أبو أحمد
- الطبيبة - مسلسل عام 1988
- الزاحفون مسلسل عام 1990
- أيام شامية - مسلسل عام 1992، بدور أبو ظاهر

وكان آخر ظهور تلفزيوني له؛ عبر برنامج المضحك المبكي، الذي بث خلال شهر رمضان 2014، وروى فيه تجربته على حلقات، وكان بمثابة الشهادة الأخيرة.

## وفاته
فارق الممثل السوري تيسير السعدي الحياة في دمشق، صباح السبت 11 تشرين الأول عام 2014، عن عمر يناهز الـ97 عاماً، كان خلالها شاهداً على قرابة قرنٍ من التحولات..

## روابط خارجية
- تيسير السعدي على موقع قاعدة بيانات الأفلام العربية